# Fettsvansad pungmus
Fettsvansad pungmus (Sminthopsis crassicaudata) är en pungdjursart som först beskrevs av John Gould 1844 och som ingår i familjen rovpungdjur. IUCN kategoriserar arten globalt som livskraftig. Inga underarter finns listade. Artepitet i det vetenskapliga namnet är latin och betyder "med tjock svans".
Fettsvansad pungmus har ett stort utbredningsområde i Australien, den saknas bara i kontinentens norra del och vid den östra kustlinjen. Habitatet utgörs av öppna skogar, buskmarker, gräsmarker och odlade områden.